# اسا کینن
اسا کینن (انگلیسی: Esa Keskinen؛ زادهٔ ۳ فوریهٔ ۱۹۶۵) بازیکن هاکی روی یخ اهل فنلاند است.
از باشگاه‌هایی که در آن بازی کرده‌است می‌توان به کلگری فلیمس اشاره کرد.